# Gimsbärke

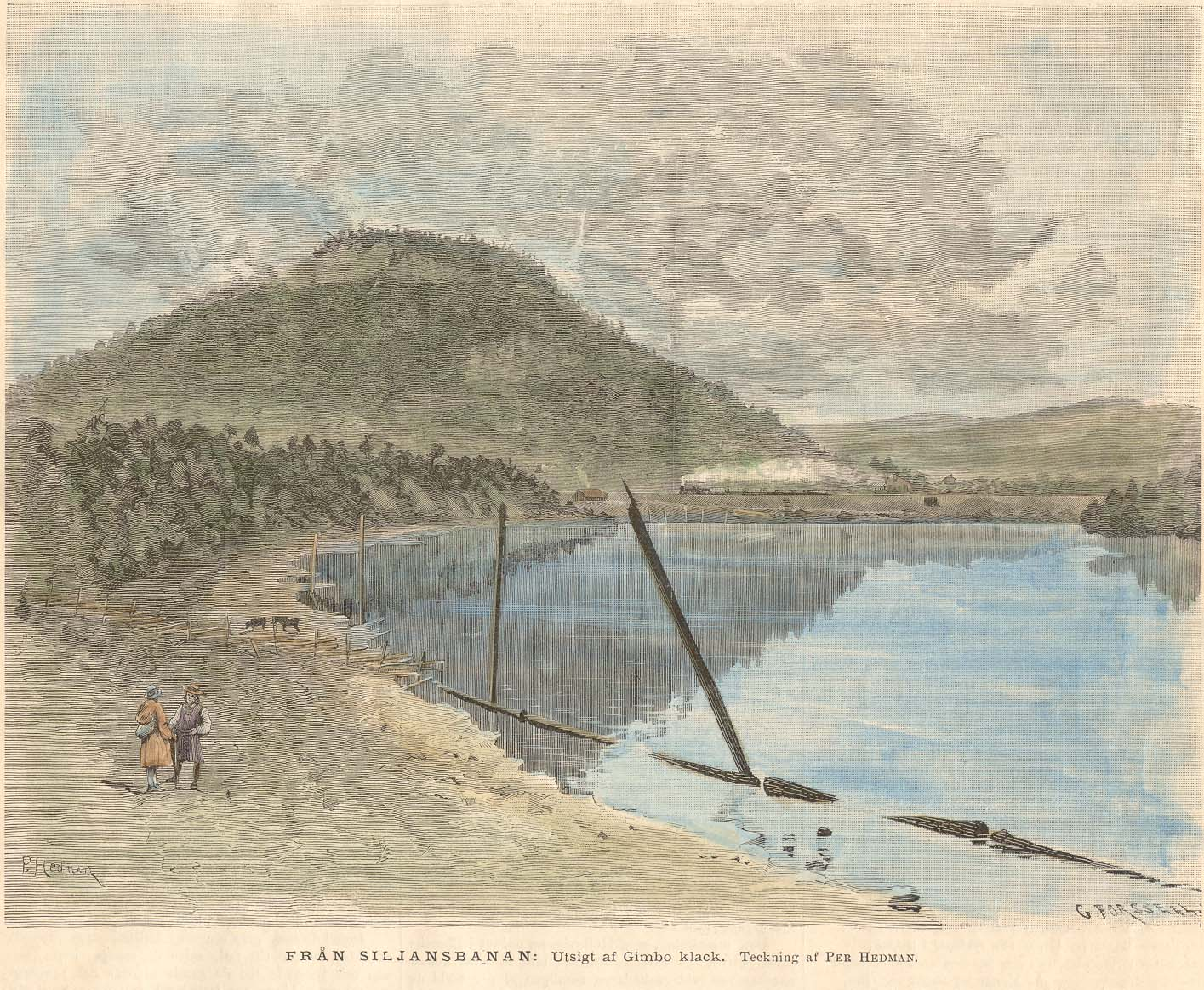
Gimklacken, ritad 1884 av Pelle Hedman

Gimsbärke är en by i Borlänge kommun. Gimsbärke ligger utefter riksväg 70, ungefär 10 km nordväst om Borlänge. Byn ligger intill Dalälven, på gränsen till Gagnefs kommun och Sifferbo.
Byn omnämns 1384 för sin järnhytta.
Gimsbärke-Duvnäs bygdegård är placerad mitt i byn, bredvid Pelle Hedmans drakhus.

## Etymologi
Namnet Gimsbärke har sitt ursprung från Gimån och ordet bark som betyder strupe. Detta avser i överförd bemärkelse ett relativt trångt sund i ett vattendrag. Kvarn- och sågverksbyn Gimsbärke ligger utefter ån, mitt emellan sjön Gimmen och Dalälven. Samhället G. har med tiden utökats till att omfatta bebyggelsen ända ned till älven.